# زو بانك
زو بانك هو موقع ويب من نوع قاعدة بيانات حيوية وقاعدة بيانات على النت أنشئ في 2006، وهو متوفر باللغة الإنجليزية.

## وصلات خارجية
- الموقع الرسمي